# Capitan Universo
Capitan Universo (Captain Universe) è un personaggio che appare nei fumetti statunitensi pubblicati da Marvel Comics. Creato da Bill Mantlo e Michael Golden, il personaggio è apparso per la prima volta in Micronauts n. 8 (Agosto 1979). Capitan Universo è il guardiano e protettore di Eternità. Piuttosto che un personaggio con un'unica identità, è un persona che si è fuso con diversi host durante la sua storia di pubblicazione.
È il "recettore dell'Uni-Potere", la speciale energia in grado di dotare chiunque di abilità sovrumane e che scaturisce dalla Forza Enigma. I poteri di Capitan Universo e i relativi livelli di energia variano da un individuo all'altro, in base alle esigenze del momento e alle caratteristiche della persona. In genere può vantare tra le risorse "base" il volo, l'Uni-Vista (microscopica, ai raggi X e telescopica), la telecinesi, i sensi potenziati e la consapevolezza psichica del pericolo imminente.

## Storia editoriale
Capitan Universo fu creato nel 1980 da Bill Mantlo e Michael Golden ed esordì in Micronauti n. 8. I personaggi che hanno incarnato Capitan Universo sono apparsi ognuno in uno speciale one-shot nel corso degli anni, inizialmente nella prima serie dei Micronauti nel 1979. Appare sporadicamente in alcuni numeri del 1980 come Marvel Spotlight e Marvel Fanfare. Queste apparizioni divennero più rare nel 1990, comparendo in Guardiani della Galassia, What if, Amazing Spider-Man, Marvel Comics Presents e Cosmic Powers Unlimited. Nel 1994 Capitan Universe finalmente ottenne il suo primo one-shot.

## Personaggi che si sono fusi con l'entità
- Alieno sconosciuto
- Spiderman
- Dottor Strange
- Hulk
- Deadpool
- Tamara Devoux [5]
- Eddie Brock [6]